# Diez
Diez este un oraș din landul Renania-Palatinat, Germania.